# Чажегово
Чажегово — деревня в Гайнском районе Пермского края. Входит в состав Гайнского сельского поселения. 
Располагается южнее районного центра, посёлка Гайны. Расстояние до районного центра составляет 18 км.

## Административная принадлежность
- до 1917 года — Гаинская волость.
- 1927—1962 — центр Чажеговского сельсовета.
- с 1963 году — Даниловский сельсовет[1].
- ныне — Гайнское сельское поселение, Гайнский район, Пермский край.

## Население
- 1926 — в деревне насчитывалось 70 хозяйств, проживало 357 человек (172 мужчины и 185 женщин). Преобладающая национальность — русские. Действовала школа первой ступени.[2]
- 1 июля 1963 года — в деревне проживало 108 человек[1].
- 2010 — в деревне проживало 63 человека (31 мужчина и 32 женщины)[3].

## Родившиеся в деревне
- Александр Яковлевич Созонов (1925—1944) — участник Великой Отечественной войны, Герой Советского Союза.
- Геннадий Иванович Иванчин (1938—2023) — художник.